# Willi Baumert
Willi Baumert (* 26. Mai 1909 in Osnabrück; † 10. Februar 1984) war ein deutscher Psychiater, der während der Zeit des Nationalsozialismus an Euthanasieverbrechen beteiligt war.

## Leben
Baumert absolvierte nach dem Abschluss seiner Schulzeit ein Medizinstudium. Er wurde Mitglied der Burschenschaft Holzminda Göttingen. Bereits während seines Studiums trat Baumert zum 1. Februar 1932 der NSDAP (Mitgliedsnummer 930.392) und im Zuge der Machtübernahme durch die Nationalsozialisten 1933 der SS (SS-Nummer 86.126) bei. Er schloss sein Medizinstudium mit dem Staatsexamen ab und wurde 1935 an der Universität Göttingen nach Verteidigung seiner Dissertationsschrift Ablagerungen und Ausscheidungen im Bereich epithelialer Buchten der Halsgegend der Harnblase zum Dr. med. promoviert. Anschließend war am Pathologischen Institut der Universität Göttingen tätig. Baumert trat 1936 in den Provinzialdienst der Provinz Hannover ein und war von 1936 bis 1940 an der Landes-Heil- und Pflegeanstalt (LHP) Osnabrück, heute Ameos Klinikum Osnabrück, tätig.
Während des Zweiten Weltkrieges war er ab 1940 als Arzt bei der Waffen-SS in Wunstorf eingesetzt und in diesem Rahmen für eine Wochenhälfte an die Landes-Heil- und Pflegeanstalt Lüneburg abgeordnet, wo er ab 1943 unter dem Klinikdirektor Max Bräuner Leiter der euphemistisch Kinderfachabteilung genannten Stelle war. In dieser Funktion veranlasste Baumert umfänglich die Tötung psychisch kranker Kinder. Über 300 Kinder wurden durch todbringende Luminal- und Morphingaben zwischen Oktober 1941 und April 1945 Opfer der Kinder-Euthanasie in Lüneburg.
Im September 1944 wurde Baumert wieder zur Waffen-SS eingezogen, wo er zuletzt den Rang eines Obersturmbannführers innehatte.
Nach Kriegsende befand er sich in alliierter Internierung. Nach seiner Entlassung war er als Hilfsarbeiter tätig und erhielt 1947 die Anerkennung als Facharzt für Nerven- und Geisteskrankheiten. Vor dem Entnazifizierungs-Hauptausschuss der Stadt Göttingen wurde er 1948 nur als Unterstützer eingestuft und die Euthanasie spielte dabei keine Rolle. Ab 1948 war er Betriebsarzt der Physikalischen Werkstätten in Göttingen. Ab Anfang November 1951 war er an der Landes-Heil- und Pflegeanstalt Wunstorf, heute KRH Psychiatrie Wunstorf, als Assistenzarzt beschäftigt, wo er Anfang Oktober 1953 zum ersten Oberarzt und Medizinalrat aufstieg. Anlässlich seiner Verbeamtung 1951 schrieb der Direktor der Lüneburger Heilanstalt, dass es ihm dauerhaft unverständlich bleibe, dass ein Arzt mit derartig schwerer ärztlich-ethischer Gewissensbelastung wieder tätig sein dürfe und sogar als Beamter im öffentlichen Dienst. Von Juni 1958 bis zu seinem vorzeitigen Ruhestand 1964 war er Direktor der Landesheilanstalt Königslutter. Zudem war er Vorsitzender des Verbandes Niedersächsischer Neurologen und Psychiater.
Staatsanwaltliche Ermittlungen 1948/49 im Vorfeld des 1950 durchgeführten „Gässner-Prozesses“, dessen Verfahrensgegenstand die Verlegung von Psychiatriepatienten in niedersächsische NS-Tötungsanstalten war, erbrachten keine Baumert belastenden Erkenntnisse. Baumert wurde 1962 erneut wegen des Vorwurfs der vorsätzlichen Tötung vernommen und räumte seine Verantwortung für die Tötung psychisch kranker Kinder ein. Im März 1962 wurde vor dem Landgericht Lüneburg ein Verfahren gegen Baumert eingeleitet. Baumert stritt zunächst alles ab, es gab aber Zeugen, so dass die Staatsanwaltschaft in mindestens 51 Fällen hinreichenden Tatverdacht auf gemeinschaftlichen Mord hatte. Baumert, der einen Herzinfarkt erlitt, wurde im August attestiert, dass er vernehmungsunfähig sei. Dennoch arbeitete er als Klinikdirektor halbtags weiter. Wegen einer „bedrohlichen Herzerkrankung“ wurde Baumert 1964 vorzeitig pensioniert und im März 1966 wurde Baumert durch das Oberlandesgericht Celle aus gesundheitlichen Gründen außer Strafverfolgung gesetzt.
Baumert wurde als „Herodes von Lüneburg“ bezeichnet. Er starb am 10. Februar 1984.
Im Mai 2018 wurde eine Studie von Christof Beyer über personelle Kontinuitäten von Psychiatern in Niedersachsen aus der Zeit des Nationalsozialismus vorgestellt, die im Auftrag des Sozialministeriums erstellt wurde und die auch ausführlich auf den Fall Baumert einging und auf den Fall  Ernst Meumann (Direktor der Heil- und Pflegeanstalt Königslutter), der 420 Patienten in die Tötungsanstalt Bernburg der Heilanstalt in Bernburg (Saale) schickte, wo sie mit Kohlenmonoxid vergast wurden und der nach dem Krieg auch wieder im Staatsdienst war. Bei der spät wenn überhaupt einsetzenden Strafverfolgung spielte auch eine Rolle, dass sich die belasteten Ärzte gegenseitig deckten und ehemalige NS-Funktionäre auch wieder in den Ministerien angestellt waren. In Niedersachsen zählte dazu Otto Bauer, der in der NS-Zeit im Krakauer Ghetto für sogenannte Gesundheitspolitik zuständig war.